# NGC 7549
NGC 7549 је спирална галаксија у сазвежђу Пегаз која се налази на NGC листи објеката дубоког неба.
Деклинација објекта је + 19° 2' 29" а ректасцензија 23h 15m 17,1s. Привидна величина (магнитуда) објекта NGC 7549 износи 13,2 а фотографска магнитуда 13,9. NGC 7549 је још познат и под ознакама UGC 12457, MCG 3-59-14, CGCG 454-13, IRAS 23127+1846, ARP 99, HCG 93B, KUG 2312+187, PGC 70832.